# Attilio Mangini
Attilio Mangini (Genova, 25 giugno 1912 – Genova, 28 gennaio 2004) è stato un pittore e ceramista italiano.

## Biografia
Partecipa alla Resistenza durante la seconda guerra mondiale.
Dopo aver frequentato l'Accademia ligustica di belle arti negli anni '20, ed aver svolto vari lavori in gioventù tra cui l'operaio nel porto di Genova, debutta a livello artistico nel 1946 con una mostra alla Galleria Genova.
Ha avuto oltre cento mostre personali, prevalentemente in Liguria.
Temi ricorrenti nelle sue opere sono il lavoro e la fatica; l'ambiente circense; la città di Genova con il suo centro storico e le opere industriali del porto; la Resistenza.
Tra le esposizioni che lo hanno visto partecipe o protagonista, si ricordano la XXV Biennale di Venezia del 1950, la mostra del 1978 ad Odessa (Ucraina), la mostra antologica al museo di Villa Croce a Genova nel 1992, ed al Palazzo Ducale di Genova nel 2002.